# Defensie Grondgebonden Luchtverdedigingscommando
Das Defensie Grondgebonden Luchtverdedigingscommando (DGLC) (deutsch Kommando Bodengebundene Luftverteidigung) ist Teil des niederländischen Kommandos Landstreitkräfte und in der Generalleutnant Best Kaserne in Vredepeel Gemeinde Venray stationiert. Das DGLC wurde am 29. März 2012 zur Luft- und Raketenabwehr aufgestellt und übernahm die Aufgaben des Kommandos Fla-Artillerie der Koninklijke Landmacht und der Lenkwaffengruppe der Koninklijke Luchtmacht. Das Kommando arbeitet mit gemischten Personal aus den Land- und Luftstreitkräften sowie den Patriot-, NASAMS- und Stinger-Waffensystemen. Das DGLC verfügt über eine eigene Ausbildungs- und Trainingseinheit und ein Kompetenzzentrum.
Am 4. April 2018 wurde die deutsche Flugabwehrraketengruppe 61 in Todendorf mit ihren Waffensystemen MANTIS und Ozelot diesem niederländischen Kommando operativ unterstellt. Die truppendienstliche Führung wird durch das deutsche Luftwaffentruppenkommando wahrgenommen.

## Gliederung
Das Defensie Grondgebonden Luchtverdedigingscommando (DGLC) besteht aus zwei Staffeln (squadrons), einer deutschen Gruppe und einer Batterie. Diese Einheiten schützen wichtige Objekte, Einheiten und Gebiete gegen Bedrohungen aus der Luft. Daneben gibt es noch zwei Zentren.
- 800 Unterstützungsstaffel
Das 800 Squadron stellt die Einheiten für Kommunikation und logistischen Unterstützung zur Verfügung und ist verantwortlich für die Ausbildung und Schulung des Personals und die Wartung der Ausrüstung.

- 802 Staffel
Das 802 Squadron stellt die Raketen- und Luftabwehr für die Einheiten, Gebiete und / oder lebenswichtigen Objekte. Das Geschwader verfügt über PAC-3 Patriot-Systeme und deren Kommandoelemente.

- 11 Luftverteidigungsbatterie
Diese Luftverteidigungsbatterie schützt vor Luftangriffen von Flugzeugen oder Drohnen. Die Batterie hat dafür Stinger Waffen und CRAM-Systeme.

- 12 Luftverteidigungsbatterie
Diese Luftverteidigungsbatterie schützt vor Luftangriffen von Flugzeugen oder Raketen, kann aber auch anzeigen, wo sich ein Ziel befindet (Zielsuche). Die Batterie hat dafür die NASAMS, Fennek Stinger Waffen Plattform, TRML und Sentinel Systeme.

- 13 Luftverteidigungsbatterie
Diese Luftverteidigungsbatterie schützt vor Luftangriffen von Flugzeugen oder Raketen, kann aber auch anzeigen, wo sich ein Ziel befindet (Zielsuche). Die Batterie hat dafür die NASAMS, Fennek Stinger Waffen Plattform, TRML und Sentinel Systeme.

- Flugabwehrraketengruppe 61 in Todendorf (Panker)
Die Flugabwehrraketengruppe 61 für die bodengebundene Luftverteidigung im Nah- und Nächstbereich ist ausgerüstet mit dem IRIS-T SLM, dem Leichten Flugabwehr System (LeFlaSys) Ozelot und dem Luftraumüberwachungsradar kurz: LÜR.

- Ausbildungs- und Trainingszentrum
Das Ausbildungs- und Trainingszentrum bietet Schulungen und unterstützt das Training für (inter)nationale bodengestützte Luft- und Raketenabwehreinheiten.

- Kompetenzzentrum
Aufbau und Vermittlung von Wissen bezüglich Luftverteidigung.

## Geschichte
Das Kommando Bodengebundene Luftverteidigung wurde im Jahr 2012 durch Zusammenlegung der Lenkwaffengruppe (Groep geleide wapens) der Koninklijke Luchtmacht und des Fla-Artillerie Kommandos (Commando Luchtdoelartillerie) der Koninklijke Landmacht geschaffen. Das Ziel war Rationalisierung und mehr Effizienz.
Bereits im Jahr 2007 trafen die ersten Einheiten des Fla-Artillerie Kommandos in der Air Force Base De Peel ein. Die Lenkwaffengruppe war dort bereits stationiert. Im Jahr 2009 wurde die Entscheidung getroffen, aus beiden eine Einheit zu machen. Die Aufstellung fand am 29. März 2012 statt. Die Peel Air Base wurde danach in Generalleutnant Best Kaserne umbenannt.

## Einsätze
Als separate Armee- und Luftwaffeneinheiten wurden die Luftverteidiger mehrmals eingesetzt, unter anderem in Israel und der Türkei während des Golfkriegs, in Bosnien-Herzegowina, im Kosovo, im Irak und in Afghanistan.
Der erste Einsatz für die neue DGLC erfolgte ein Jahr nach der Gründung. Ab Januar 2013 schützten 2 Patriot-Luftabwehrsysteme die türkische Stadt Adana und ihre Bewohner vor möglichen Raketenangriffen aus Syrien.

## Deutsch-Niederländische Zusammenarbeit
Die Unterstellungen des deutschen FlaRak-Verbandes unter niederländisches Kommando erfolgt im Rahmen von Green Apollo.
Damit sollen zwei Ziele verfolgt werden: Die Bildung einer Task Force der bodengebundenen Luftverteidigungskräfte im Nah- und Nächstbereich und eines bi-nationalen Kompetenzzentrums zur Weiterentwicklung dieser Fähigkeiten in Vredepeel. Die Apollo-Kooperationsvereinbarung wurde im August 2017 unterzeichnet. Am 4. April 2018 trat sie in Kraft.
Die deutsche Flugabwehrraketengruppe 61 steht seitdem unter der Leitung der DGLC. Die Gruppe besteht aus etwa 300 Soldaten und verfügt über radargesteuerte Kanonen- und Raketensysteme.
Die deutsche Einheit ist weiterhin im deutschen Todendorf untergebracht. Allerdings haben einige deutsche Kollegen das Kompetenzzentrum und die Ausbildungs- und Trainingseinheit der DGLC verstärkt. Die deutschen und niederländischen Flugabwehreinheiten untersuchen auch, wie sie in den Bereichen Doktrin, Ausbildung und Wissensaustausch noch intensiver zusammenarbeiten können. Für letzteren Bereich wurde ein deutsch-niederländisches Kompetenzzentrum eingerichtet. Dieses soll helfen, die Bekämpfung von bemannten und unbemannten fliegenden Flugzeugen und ballistischen Flugkörpern zu verbessern.

## Waffensysteme
- Patriot
Das PAC-2 Patriot System ist für die Luftabwehr bis ca. 20 Kilometer Höhe geeignet. Die PAC-3-Variante bietet auch Schutz vor ballistischen Raketen.

- NASAMS
NASAMS steht für Norwegian Advanced Surface to Air Raketensystem. Dieses System verwendet die AMRAAM-Rakete, die ursprünglich eine Luft-Luft-Rakete war, jetzt aber als Boden-Luft-Rakete verwendbar ist. Es wird gegen Luftziele bis zu einer Entfernung von 30 Kilometern eingesetzt. Es ist eine Rakete, die mit einem (Sentinel) Radar geführt wird.

- Fennek Stinger Waffenplattform
Die Fennek Stinger Weapon Plattform ist ein Fennek-Aufklärungsfahrzeug für die Luftverteidigung. Es ist mit einem Werfer für vier Stingerraketen ausgestattet. Die Reichweite beträgt ca. 5 km.

- TRML-Radar
Das TRML-3D / 32-Radar dient zur Zielverfolgung. Dieses Radar hat eine einstellbare Suchreichweite von 30 bis 200 Kilometern.

- Sentinel
Das AN/MPQ-64 „Sentinel“ Radarsystem steuert die NASAMS-Raketen.

- IRIS-T SLM

- Leichtes Flugabwehrsystem Wiesel 2 Ozelot

- LuftraumÜberwachungsRadar (LÜR)

## Bilder

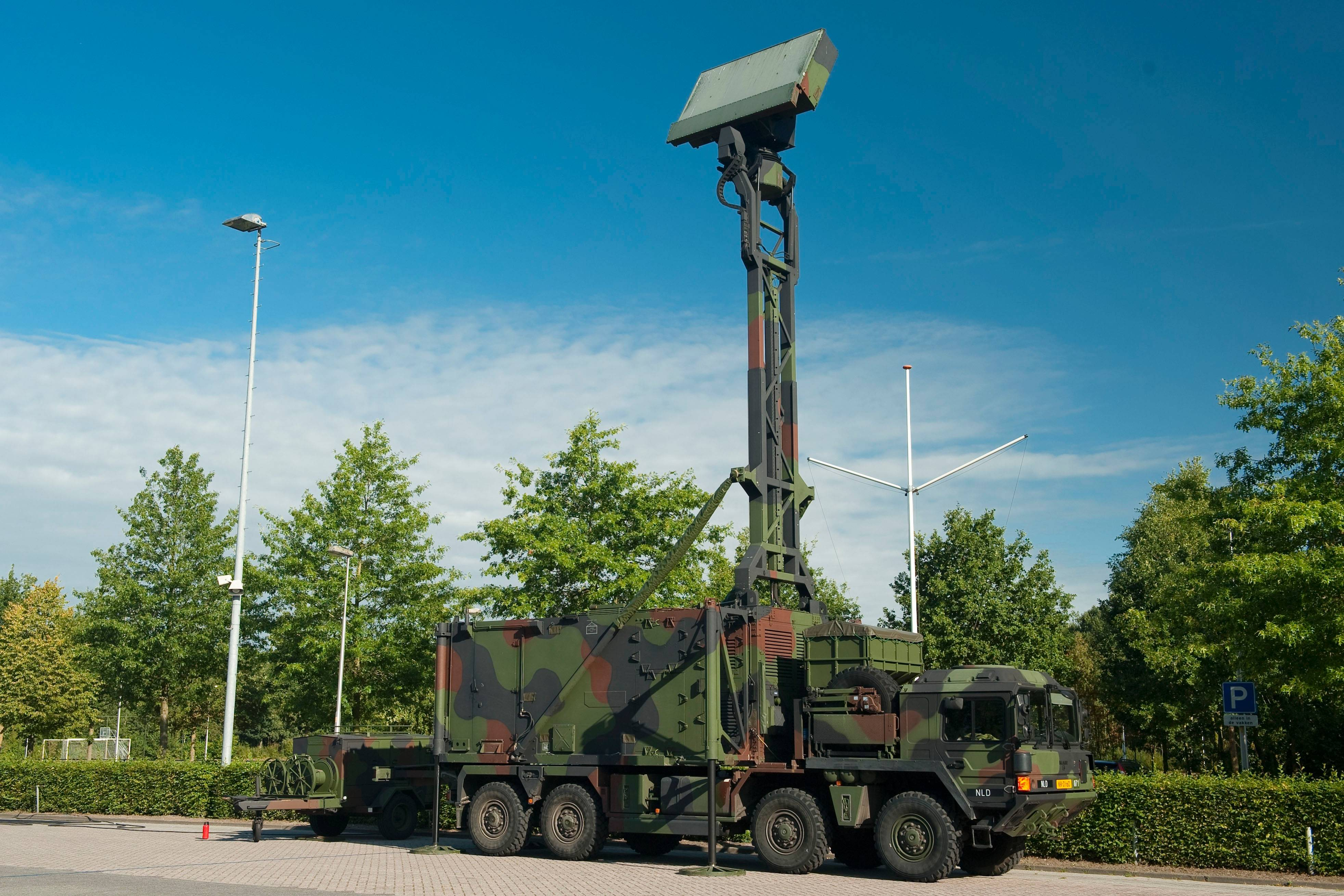
Ein TRML-Radar im entfalteten Zustand eines MAN 8x8-Lastwagens
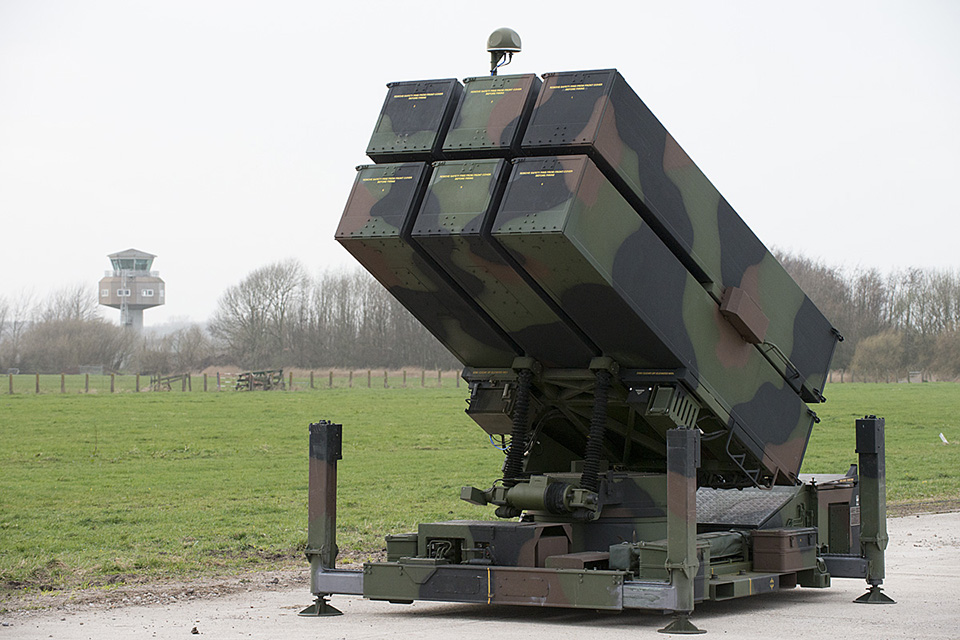
Wassenaar/Katwijk, 19. März 2014. Installation von Hubschraubern und NASAMs in Verbindung mit der NSS auf dem ehemaligen Flugplatz Valkenburg
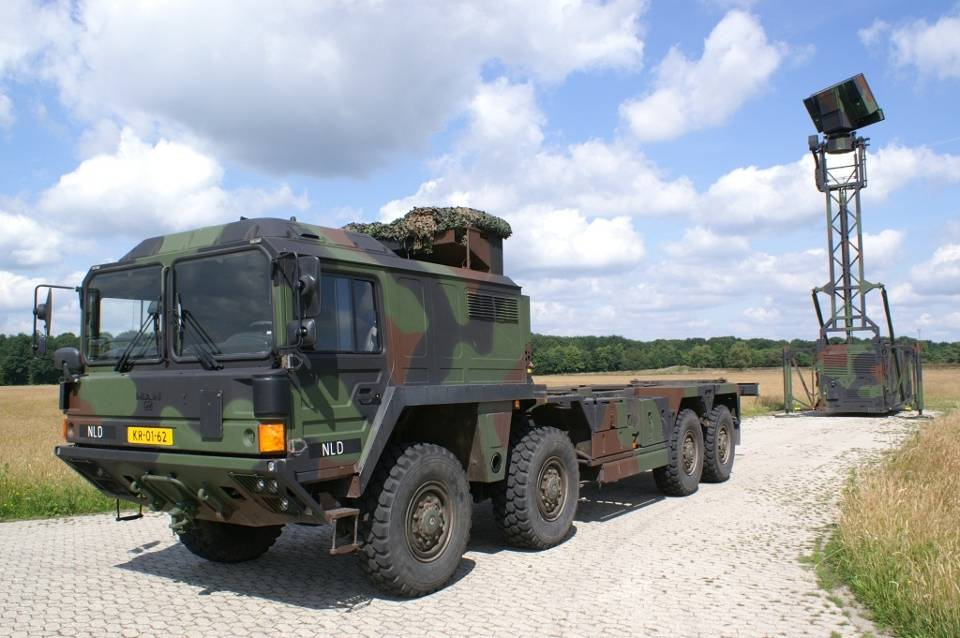
TRML-Radar freistehend vom MAN 8x8-LKW
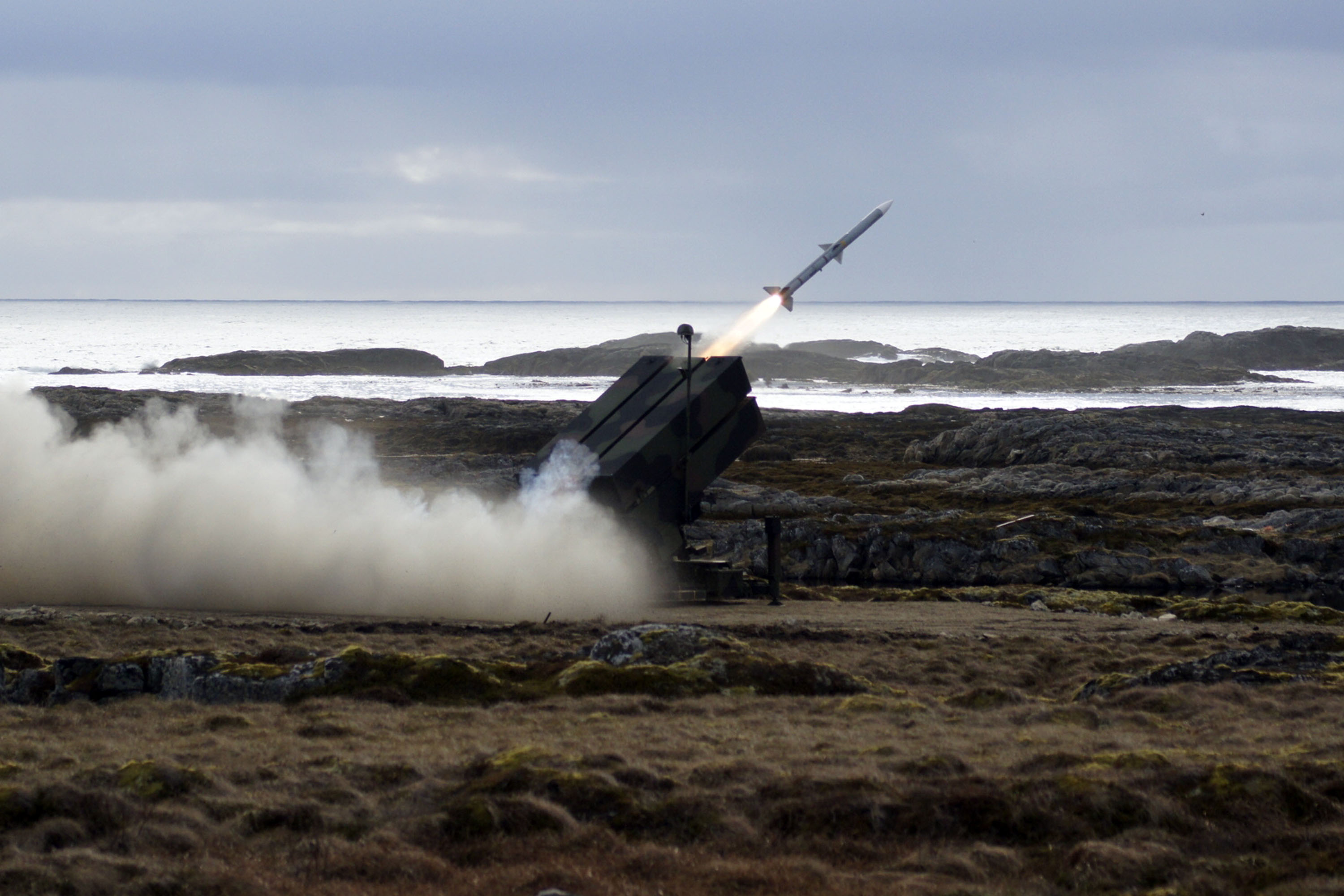
Eine Amraam-Rakete verlässt den Kanister des Werfers
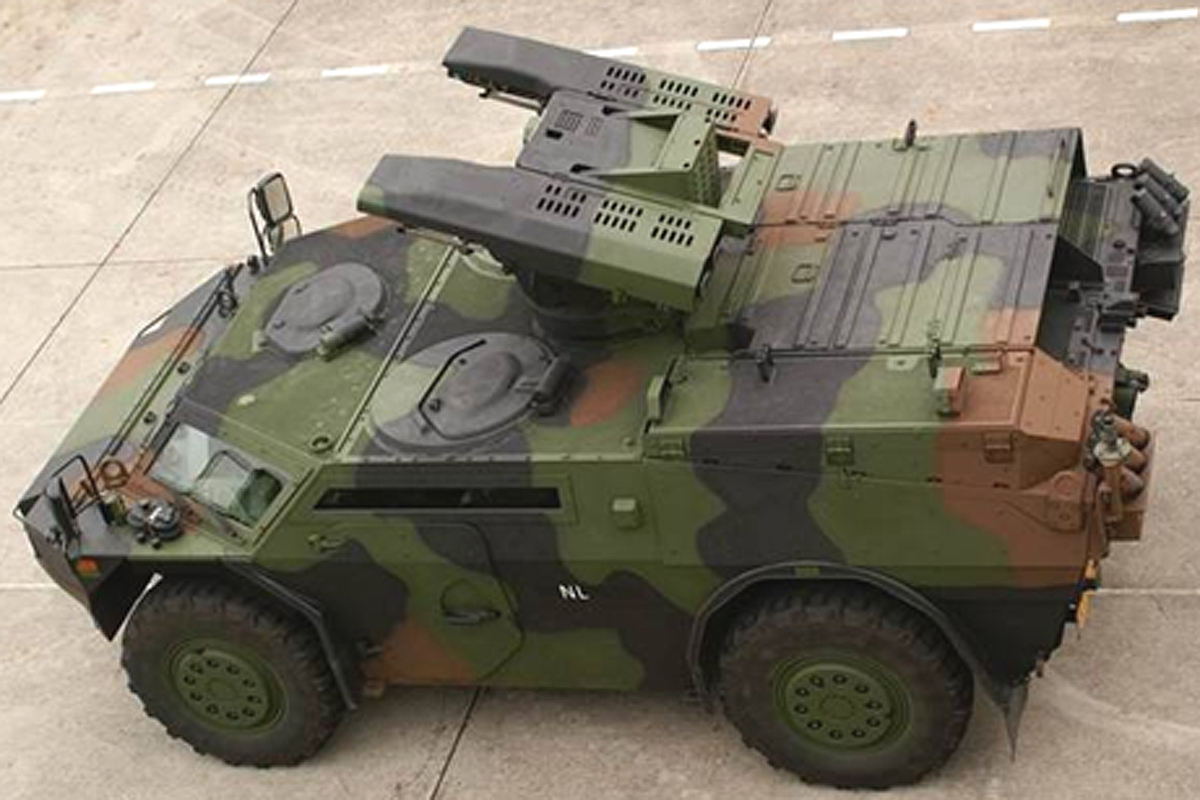
Seitenansicht Fennek Stinger Weapon Platform
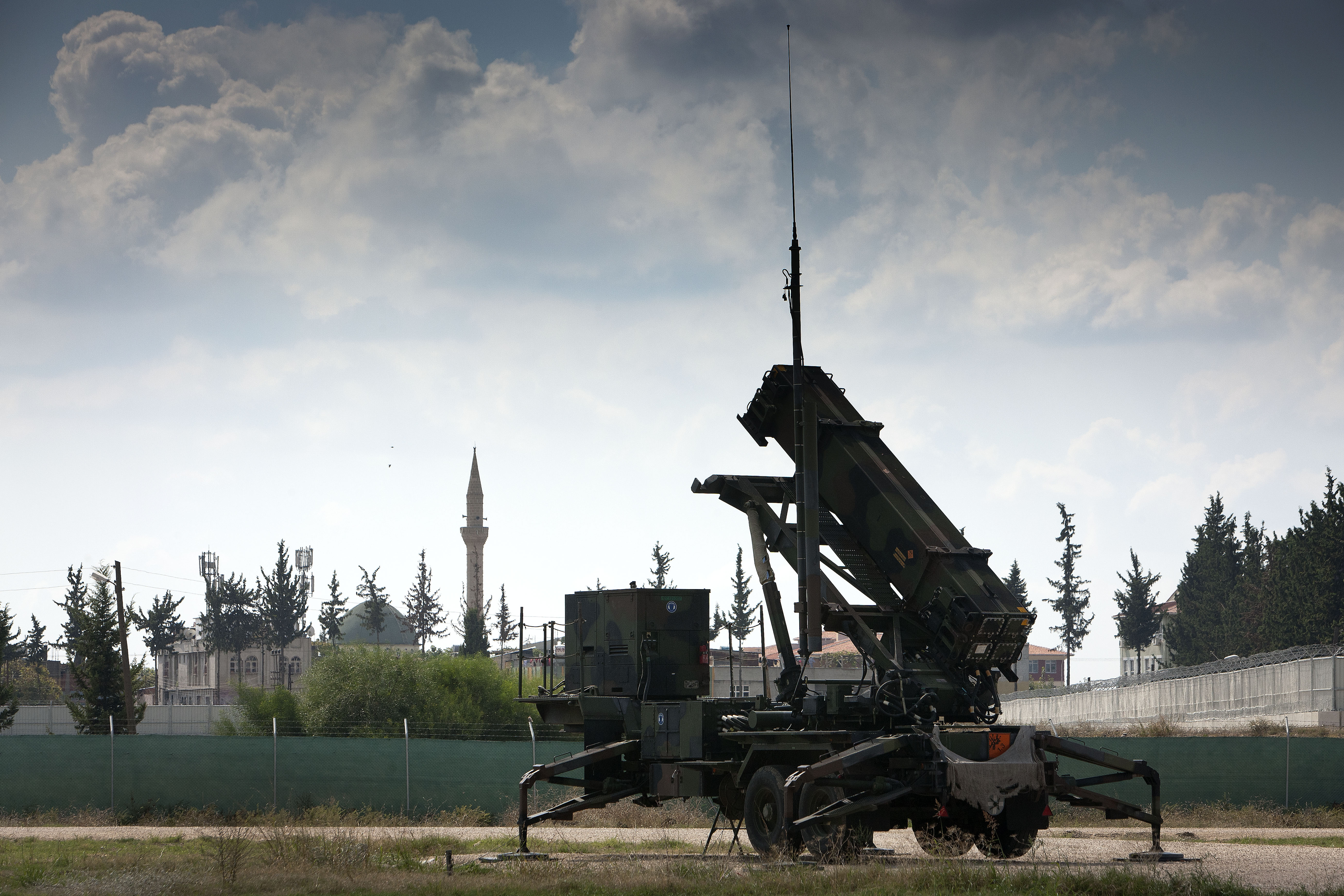
Niederländische Patriotraketen in der Türkei während der Operation Active Fence in 2013
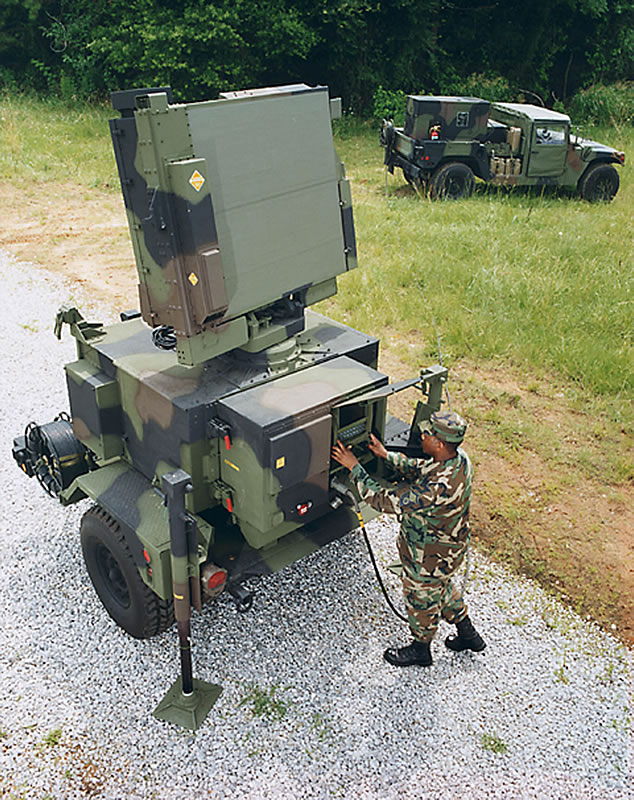
MPQ-64 Sentinel radar (niet-Nederlandse uitvoering)